# Dambulla
Dambulla, (en tamoul : தம்புள்ளை; en singhalais : දඹුල්ල), est une ville de la province du Centre au Sri Lanka. Elle est notable par son Temple d'Or et son Bouddha couché.